# 恋机器人癖

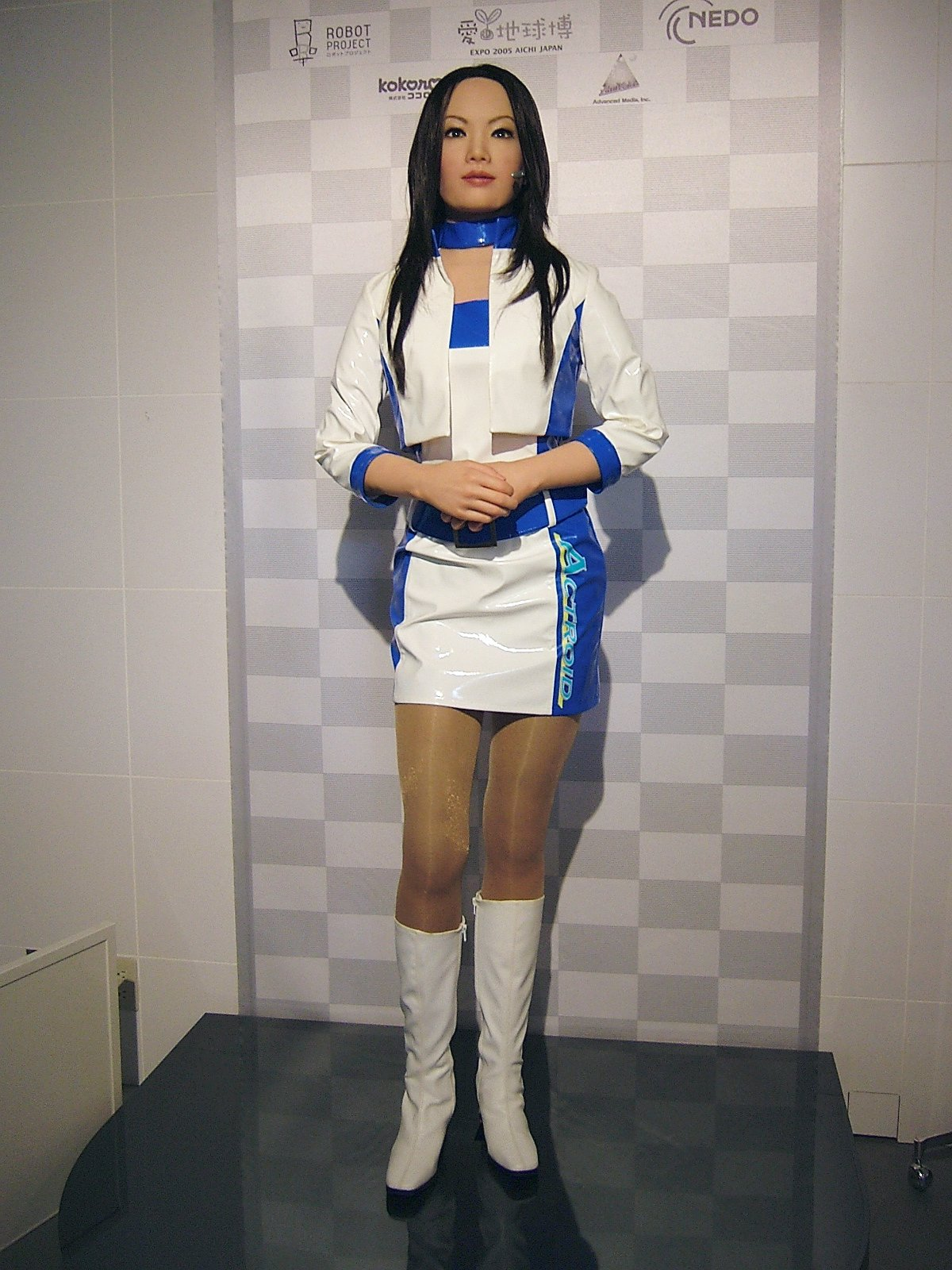
日本Kokoro公司制造的表演机器人。

恋机器人癖（英文：Robot fetishism, ASFR, technosexuality 或 robophilia）是对人形机器人的恋物癖，也适用于表现得像机器人的人或穿着机器人服装的人。少数的幻想也包括把人转变为机器人。在这些方面，它类似于恋雕塑癖 ，涉及对雕像或人体模型的喜爱或把人转变为雕像或人体模型。 
恋机器人癖可以被视为色情拟人化的一种形式。 当涉及转换或角色扮演时，它可以被认为是色情客体化的一种形式。

## ASFR
恋机器人癖的爱好者们通常用首字母“ASFR”来称呼它。这种首字母缩写词源于现已解散的Usenet新闻组alt.sex.fetish.robots 。也有许多这种恋物癖的信徒称自己为技术性恋者（英文： technosexual）， 或“ASFRians”。  ASFR 可以分为两种截然不同但有时重叠的幻想类型。   

第一个幻想类型只是希望拥有现成的人形机器人伴侣。这个伴侣可能是出于性的目的、陪伴的目的或两者的任何结合。这种幻想的主要特点是机器人是完全人造的，通常只是为了满足其主人的愿望而制造。这种类型的幻想或情况被称为“制造”。   
第二种幻想类型被称为“改造”。这涉及一个人自愿或不情愿地变成机器人。该人可以是自己或自己的伴侣，或同时是两者。这种幻想的焦点通常是转变过程（通过任何方式实现）。  
ASFR 社群中的许多人更喜欢其中之一。  有些人有很强的偏好，对一种类型的排斥和对另一种类型的喜爱一样多。而有些人对“制造”的喜爱与对“改造”的喜爱一样强。 一项最近对ASFR 社群成员进行的非正式调查发现，三分之二的人更喜欢制造，而其余的人更喜欢改造或两者的组合。 
ASFR 社群成员喜欢的类型有很大差别。对于某些人来说，能够激起他们的性欲的是真人像机器人一样的外观、动作或声音。 而另外一些人喜欢的则是看起来很像真人的机器人。 这适用于其他方面，例如感知或自我意识。一些人喜欢看到人形机器人去除部分皮肤或其他身体附属物以暴露其电路，但另外一些人则反感这些。 那些喜欢外表类似真人的机器人的人和那些更喜欢机械外表的机器人（即具有金属表面）的人之间存在很多区别。
由于现实的机器人和人形机器人目前还不易被消费者获得， 这种喜好只能以有限的方式进行。这主要是通过幻想来完成的，包括自我刺激或与伴侣进行性角色扮演。 因此，ASFR 艺术可以增强人的想象力。 
包含 ASFR 内容的艺术包括但不限于科幻电影、音乐视频、 电视节目、小说、短篇故事、插画、经过处理的照片、歌曲甚至电视广告。 由于目前还没有没有经济上可行的机器人，因此此类作品受到技术性恋者的追捧。 RealDoll等逼真的性玩偶可能会提供一种利用现有技术探索这种恋物癖的方法。机器人技术和人工智能的最新发展，例如表演机器人或EveR-1，可能会发展为更先进的人工伴侣。
一些 ASFRians 不使用人工伴侣，而是更喜欢与人类伴侣玩幻想游戏的形式。 

## 流行文化
- 在以 31 世纪为背景的成人卡通系列飞出个未来中， 机器人性恋（英文：robosexuality）指的是人类与机器人之间的性关系，特别是在“ 命题无限（英语：Proposition Infinity） ”（第 6 季第 4 集）一集中， Amy Wong和Bender弯曲机器人开始外遇。他们的老板法恩斯沃思教授出于道德原因反对，并提出了两个相反的主张，一个是取缔机器人性行为，另一个是将其合法化。当教授透露他的敌意源于他年轻时被机器人爱好者抛弃时，他放弃了反对。机器人性恋在之前两集中也被提及，“ Space Pilot 3000 ”，该系列的飞行员，以及“我约会了一个机器人”（第 3 季，第 15 集），其中Fry约会了一个机器人，它安装了Lucy Liu的形象和个性。在这一集中，与“无限命题”相反，班德反对机器人与人类的关系。